# Хургин, Яков Исаевич
Яков Исаевич Хургин (17 мая 1919 — 6 августа 2005) — ученый в области чистой и прикладной математики и ее конкретных приложений: в радиотехнике и радиофизике, теории связи и кибернетике, нейрофизиологии и медицине, геологии и геофизике, гидромеханике и разработке нефтяных и газовых месторождений, нефтепереработке и экономике; также долгие годы занимался вопросами педагогики и высшей школы. Доктор физико-математических наук, профессор. Более 40 лет был профессором кафедр высшей математики, прикладной математики, нефтегазовой и подземной гидромеханики МИНХ и ГП им. И. М. Губкина (ныне — РГУ нефти и газа им. И. М. Губкина), где создал и возглавлял лабораторию прикладной математики.

## Краткая биография
В 1937 г., победив в нескольких математических олимпиадах, Я. Хургин поступил на мехмат МГУ. В июле 1941-го, после 4 курса, ушел добровольцем на фронт в составе университетского ополчения. В 1942 г., пройдя 13 госпиталей, был демобилизован и вернулся в Москву. Работал в лаборатории у будущего академика М. А. Леонтовича, а в 1946 г., окончив аспирантуру под руководством И. М. Гельфанда (Хургин был первым аспирантом Гельфанда), защитил кандидатскую диссертацию «О единственности решения задачи Коши для линейных дифференциальных уравнений в частных производных». Доктором наук стал в 1960 г., защитив диссертацию по радиофизике. Был членом Московского математического общества.
На протяжении более чем 60 лет Я. И. Хургин одинаково увлеченно занимался научной и педагогической деятельностью и считал себя специалистом по математическому моделированию реальных ситуаций. Он выпустил более 20 книг (как научных, так и научно-популярных), опубликовал 250 научных работ, подготовил 32 кандидатов наук, был научным консультантом 6 докторских диссертаций. В 1995 году был удостоен звания Заслуженного Соросовского профессора. Книги Я. И. Хургина переведены на большинство европейских языков, а также на японский, китайский и хинди.

## Семья
Супруга — Хургина Тамара Алексеевна (1922—2009), специалист в области преподавания русского языка как иностранного, работала на филфаке МГУ, на кафедре РКИ.
Дочь — Хургина Ирина Яковлевна (р. 1955), журналист, главный редактор журнала «Новая Юность».

## Занимательные факты
- До 9-го класса Я. Хургин, живший в огромной арбатской коммуналке вместе с мамой (Ольга Лазаревна Хургина, девичья фамилия Шалыт; 1889—1967), интересовался лишь волейболом и играл за юношескую сборную Москвы. И лишь когда в 9-м классе в школу пришел новый учитель математики, Антонин Иванович Фетисов, жизнь Хургина круто изменилась — математика захватила его полностью. Со своим первым учителем он поддерживал дружеские отношения до конца его дней.
- Я. И. Хургин собрал уникальную математическую библиотеку, состоящую из более чем 2 тыс. томов. В нее включены и некоторые книги из библиотеки его отца. Исай Яковлевич Хургин был по образованию математиком, окончил Киевский университет, но занимался политической и дипломатической деятельностью. В 1925 году, в возрасте 38 лет, он погиб в США, на озере Лонг-Лейк[англ.], недалеко от Нью-Йорка — И. Я. Хургин был первым полномочным представителем СССР в Америке, создателем и председателем торгового общества «Амторг».
- Я. И. Хургин обладал тонким чувством иронии, был остроумным и небанальным человеком, поэтому в 60-х годах, когда знаменитая КВНовская команда Губкинского института вышла на всесоюзные игры, профессора Хургина «отрядили» наблюдать за процессом от профессорско-преподавательского состава. При этом часть команды, в том числе ее капитан, Слава Харечко, впоследствии работали[2] у Хургина в лаборатории прикладной математики.
- В начале 1960-х гг., после того, как академик и адмирал Аксель Иванович Берг создал Совет по кибернетике при Президиуме АН СССР и стал его председателем, он пригласил Я. И. Хургина на работу. В течение нескольких лет он был заместителем Берга, и они совместно занимались созданием секций по разным проблемам кибернетики (математическим, биологическим, семиотическим, техническим, юридическим и т. д.)

## Научные и популярные книги
- Я. И. Хургин, В. П. Яковлев. Методы теории целых функций в радиофизике, теории связи и оптике. — М.: Гос. издат. физико-математической литературы, 1962. — 220 с.
- Я. И. Хургин. Ну и что? — М.: Молодая гвардия, 1967. — 320 с. (Второе издание — М.: Молодая гвардия, 1970. Третье издание — М.: Интерконтакт Наука, 2002.)
- Я. И. Хургин, В. П. Яковлев. Финитные функции в физике и технике. — М.: Наука, 1971 г. — 408 с. (Второе издание — М.: Либроком, 2010. — 416 с.)
- Я. И. Хургин. Да, нет или может быть. Рассказы о статистической теории управления и эксперимента. — М.: Наука, 1977. — 208 с.
- Я. И. Хургин. Как объять необъятное. — М.: Знание, 1979. — 192 с. (Второе издание — М.: Знание, 1985.)
- Я. И. Хургин (составитель). Легендарный КВН шестидесятых годов. — М.: Нефть и газ, 1999. — 108 с.
- Я. И. Хургин. Нечеткие методы в гидромеханике. — М.: РГУ нефти и газа им. И. М. Губкина, 2000.
- Я. И. Хургин. Популярная теория вероятностей. — М.: Техника, 2001. — 112 с.
- Я. И. Хургин. Алгоритм успеха, или научно-педагогический калейдоскоп. — М.: Нефть и газ, 2002. — 85 с.
- Я. И. Хургин, Н. О. Фастовец. Статистическое моделирование. — М.: Нефть и газ, 2003. — 72 с.
- Я. И. Хургин. Проблемы неопределенности в задачах нефти и газа. — Москва — Ижевск: Институт компьютерных исследований, 2004. — 320 с.
- В. В. Кадет, Я. И. Хургин. Современные вероятностные подходы при решении задач микро- и макро-уровня в нефтегазовой отрасли. — М.-Ижевск: ИКИ, 2006. — 240 c.

## Избранные статьи и брошюры
- Я. И. Хургин. Школьный математический кружок // УМН. 1946. Т. 1 № 3-4(13-14). С. 218—220.
- Я. И. Хургин. О единственности решения задачи Коши для линейных дифференциальных уравнений в частных производных // Изв. АН СССР. Сер. матем. 1948. Т. 12, № 2. С. 213—223.
- Я. И. Хургин. О подкольцах кольца комплексных непрерывных функций // Уч. записки Моск. гос. ун-та. 1950. Т. 146. С. 165—167.
- Р. Л. Добрушин, Я. И. Хургин, Б. С. Цыбаков. Приближенное вычисление пропускной способности радиоканалов со случайными параметрами // Труды Всесоюзн. совещ. по теории вероятностей и математической статистике. Ереван, 1958. Ереван: Изд-во АН АрмССР, 1960. С. 164—171.
- Б. В. Гнеденко, С. В. Фомин, Я. И. Хургин. Применение математических методов при обработке результатов биологических наблюдений // Биологические аспекты кибернетики. — М.: Изд. АН СССР, 1962. — С. 103—111.
- Ш. А. Губерман, М. Л. Извекова, Я. И. Хургин. Применение методов распознавания образов при интерпретации геофизических данных // Самообучающиеся автоматические системы. — М.: Наука, 1966.
- В. И. Логинов, Я. И. Хургин. Общий подход к проблеме распознавания образов // Сб. тр. МИНХ и ГП, вып. 62. М.: Недра, 1966.
- В. И. Логинов, Я. И. Хургин. Распознавание образов и математическая статистика // Тр. III Всесоюзного совещания по автоматическому управлению. — М.: Наука, 1966.
- И. Ф. Красичков-Терновский, Я. И. Хургин. Оптимальное финитное управление с квадратичным критерием качества // Автоматика и телемеханика. 1968. № 9. C. 43-52.
- В. X. Кивелиди, Я. И. Хургин. Об одной конструкции вероятностного поиска // Автоматика и телемеханика. 1970. № 11. С. 192—194.
- В. М. Глоговский, С. А. Кац, Я. И. Хургин. О системах алгебраических уравнений со случайными коэффициентами // Ж. вычисл. матем. и матем. физ. 1971. Т. 11. № 6. С. 1574—1581.
- А. Г. Бутковский, И. Ф. Красичков-Терновский, Л. Н. Полтавский, Я. И. Хургин. Задачи финитного управления // Оптимальные и адаптивные системы. — М.: Наука, 1972. С. 15-26.
- Я. И. Хургин. Математическая теория эксперимента // Успехи физических наук. 1972. Т. 106. №. 2. С. 375—376.
- В. X. Кивелиди, Я. И. Хургин, В. М. Эскин. Методы вероятностного поиска и их применение в геолого-геофизических исследованиях на нефть и газ // Тематич. науч.-техн. обзоры. Сер. Нефтегазовая геология и геофизика. — М.: ВНИИОЭНГ, 1972. — 47 с.
- Я. И. Хургин, В. П. Яковлев. Прогресс в Советском Союзе в области теории финитных функций и ее применений в физике и технике // ТИИЭР. 1977. Т. 65. № 7. С. 16-45.
- Э. В. Калинина, Я. И. Хургин, А. Г. Шапиро. Устойчивые распределения в задачах стохастического программирования // Математические методы решения экономических задач. 1979. Т. 8. С. 134—138.
- Ф. П. Абрамович, М. А. Вагенкнехт, Я. И. Хургин. Решение нечетких систем линейных алгебраических уравнений LR-типа // Методы и системы принятия решений. — Рига: РПИ. 1987. С. 35-47.
- И. П. Жабрев, Н. И. Терехова, Я. И. Хургин, В. В. Поляков, И. Я. Эдельман. Моделирование геологической неоднородности с использованием многомерных моделей. — М.: Институт проблем нефти и газа, 1991.
- Я. И. Хургин. Нечеткий подход к задачам регистрации и интерпретации данных при геофизическом исследовании скважин // Доклады Академии наук. 1993. Т. 329. № 4. С. 442—443.
- И. П. Жабрев, Я. И. Хургин. Нечеткая математическая модель при подсчете запасов // Геология нефти и газа. 1993. № 11.
- Я. И. Хургин. Точность и достоверность при подсчете запасов // Нефтяное хозяйство. 1994. № 11-12. С. 51-53.
- Я. И. Хургин. Связь точности и достоверности при оценке запасов нефти и газа // ДАН. 1996. Т. 351. № 4.
- Я. И. Хургин, М. И. Шпунт. Влияние моментных характеристик квалиметрических переменных компонентов смесевых продуктов на технико-экономические показатели смесительных технологических операций // Автоматика и телемеханика. 1997. №. 8. С. 91-101.
- Я. И. Хургин. Четкие и нечеткие алгебраические средние и их использование // Заводская лаборатория. 2000. Т. 66. № 1. С. 64-66.

## Учебники, учебные пособия
- Я. И. Хургин, О. П. Петрова, Л. А. Острер. Пособие по курсу линейной алгебры и обыкновенных дифференциальных уравнений. — М.: МИНХ и ГП им. И. М. Губкина, 1965.
- Э. В. Калинина, Я. И. Хургин, Т. М. Эстрина. Вероятностные методы. — М.: МИНХ и ГП им. И. М. Губкина, 1974.
- Я. И. Хургин. Математическая статистика и планирование эксперимента. — М.: Издательство МИНХ и ГП им. Губкина, 1981 (Часть I — 86 с.); 1982 (Часть II — 128 с.).